# Século XXVIII a.C.
Século: Século XXIX a.C. - Século XXVIII a.C. - Século XXVII a.C.
Inicia no primeiro dia do ano 2800 a.C. e termina no último dia do ano 2701 a.C.

## Eventos

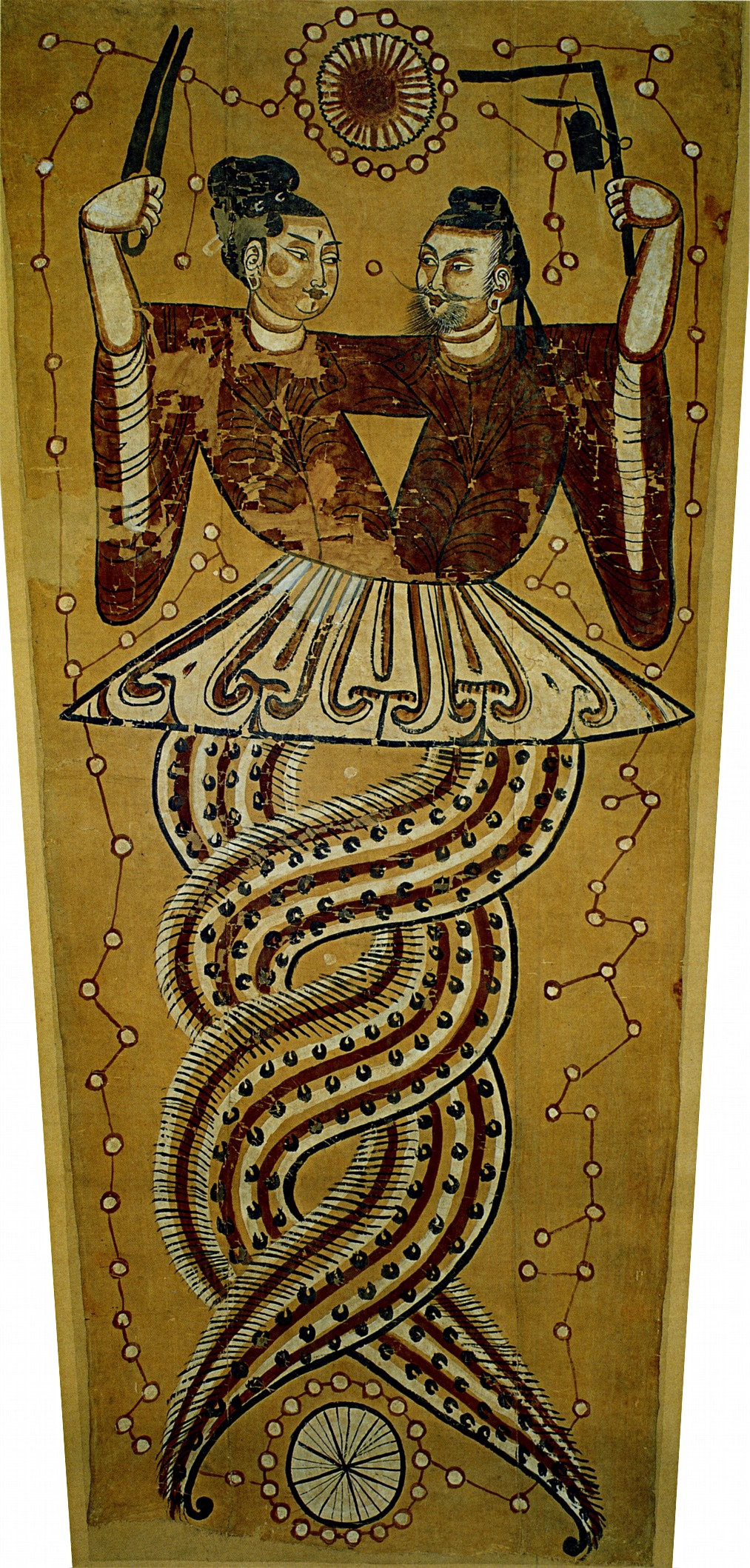
Pintura antiga de Nuwa e Fu Xi. O lendário Fu Xi é considerado o primeiro regente da China.

## Invenções, descobertas, introduções
- 2760 a.C.: Fundação de Tiro, com base em Heródoto e no que ele pesquisou nesta cidade.
- c. 2750 a.C. - Data estimada do fim da Cultura de Cucuteni na região da moderna Romênia, Moldova e sudoeste da Ucrânia. ne
- c. 2737 a.C. - Invenção do chá por Shennong, de acordo com uma lenda chinesa.
- c. 2715 a.C. - Império Antigo inicia no Antigo Egito.